# Cantone di Grez-en-Bouère
Il Cantone di Grez-en-Bouère era una divisione amministrativa dell'arrondissement di Château-Gontier.
È stato soppresso a seguito della riforma complessiva dei cantoni del 2014, che è entrata in vigore con le elezioni dipartimentali del 2015.
Comprendeva i comuni di:
- Ballée
- Beaumont-Pied-de-Bœuf
- Bouère
- Bouessay
- Le Buret
- Grez-en-Bouère
- Préaux
- Ruillé-Froid-Fonds
- Saint-Brice
- Saint-Charles-la-Forêt
- Saint-Loup-du-Dorat
- Villiers-Charlemagne